# Torymus terentianus
Torymus terentianus är en stekelart som beskrevs av Zavada 2001. Torymus terentianus ingår i släktet Torymus och familjen gallglanssteklar. Inga underarter finns listade i Catalogue of Life.